# Matthew Grinlaubs
Matthew "Matt" Grinlaubs (Christchurch, 9 juni 1971) is een voormalige Australische beachvolleyballer. Hij was van 1997 tot en met 2000 actief in de FIVB World Tour en nam eenmaal deel aan de Olympische Spelen.

## Carrière
Grinlaubs deed in 1997 met Mark Frisby-Smith mee aan de kwalificaties van vier toernooien in de World Tour, maar bereikte nergens het hoofdtoernooi. In 1999 en 2000 vormde hij een team met Joshua Slack. Het eerste jaar kwamen ze bij negen toernooien niet verder dan de kwalificaties. Alleen in Moskou speelden ze op het hoofdtoernooi, waar ze op een vijfentwintigste plaats eindigden. Bij de wereldkampioenschappen in Marseille strandde het duo eveneens in het kwalificatietoernooi, nadat ze in de tweede ronde door de Duitsers Oliver Oetke en Andreas Scheuerpflug werden uitgeschakeld. Het seizoen daarop deden Grinlaubs en Slack mee aan dertien toernooien in de World Tour. Ze kwamen daarbij tot vier negende plaatsen (Macau, Espinho, Marseille en Oostende). Bovendien namen ze in eigen land deel aan de Olympische Spelen. Het duo verloor in de eerste ronde van de Brazilianen José Loiola en Emanuel Rego en werd in de herkansing uiteindelijk uitgeschakeld door Nik Berger en Oliver Stamm uit Oostenrijk. Na afloop van de Spelen beëindigde Grinlaubs zijn spelersloopbaan.